# Saint-Michel-de-Chavaignes
Pour les articles homonymes, voir Saint-Michel.
Saint-Michel-de-Chavaignes est une commune française, située dans le département de la Sarthe en région Pays de la Loire, peuplée de 740 habitants.
La commune fait partie de la province historique du Maine, et se situe dans le Haut-Maine (Maine blanc).

## Géographie
|                     | Dollon                     |             |
| Thorigné-sur-Dué    | Saint-Michel-de-Chavaignes | Coudrecieux |
| Le Breil-sur-Mérize | Bouloire                   |             |

### Lieux-dits et écarts
Les Baumeries, les Bois, le Chat qui Fume, la Grande Bardière.

### Climat
Pour des articles plus généraux, voir Climat des Pays de la Loire et Climat de la Sarthe.
En 2010, le climat de la commune est de type climat océanique dégradé des plaines du Centre et du Nord, selon une étude du CNRS s'appuyant sur une série de données couvrant la période 1971-2000. En 2020, Météo-France publie une typologie des climats de la France métropolitaine dans laquelle la commune est exposée à un climat océanique altéré et est dans la région climatique  Moyenne vallée de la Loire, caractérisée par une bonne insolation (1 850 h/an) et un été peu pluvieux. 
Pour la période 1971-2000, la température annuelle moyenne est de 10,4 °C, avec une amplitude thermique annuelle de 14,5 °C. Le cumul annuel moyen de précipitations est de 730 mm, avec 11,7 jours de précipitations en janvier et 7,3 jours en juillet. Pour la période 1991-2020, la température moyenne annuelle observée sur la station météorologique de Météo-France la plus proche, sur la commune du Luart à 6 km à vol d'oiseau, est de 12,0 °C et le cumul annuel moyen de précipitations est de 686,4 mm,. Pour l'avenir, les paramètres climatiques de la commune estimés pour 2050 selon différents scénarios d'émission de gaz à effet de serre sont consultables sur un site dédié publié par Météo-France en novembre 2022.

## Urbanisme

### Typologie
Au 1er janvier 2024, Saint-Michel-de-Chavaignes est catégorisée commune rurale à habitat dispersé, selon la nouvelle grille communale de densité à sept niveaux définie par l'Insee en 2022.
Elle est située hors unité urbaine. Par ailleurs la commune fait partie de l'aire d'attraction de La Ferté-Bernard, dont elle est une commune de la couronne,. Cette aire, qui regroupe 37 communes, est catégorisée dans les aires de moins de 50 000 habitants,.

### Occupation des sols
L'occupation des sols de la commune, telle qu'elle ressort de la base de données européenne d’occupation biophysique des sols Corine Land Cover (CLC), est marquée par l'importance des territoires agricoles (81 % en 2018), une proportion sensiblement équivalente à celle de 1990 (81,1 %). La répartition détaillée en 2018 est la suivante : 
terres arables (52,8 %), prairies (20,8 %), forêts (16,9 %), zones agricoles hétérogènes (7,4 %), zones urbanisées (2,1 %). L'évolution de l’occupation des sols de la commune et de ses infrastructures peut être observée sur les différentes représentations cartographiques du territoire : la carte de Cassini (XVIIIe siècle), la carte d'état-major (1820-1866) et les cartes ou photos aériennes de l'IGN pour la période actuelle (1950 à aujourd'hui).

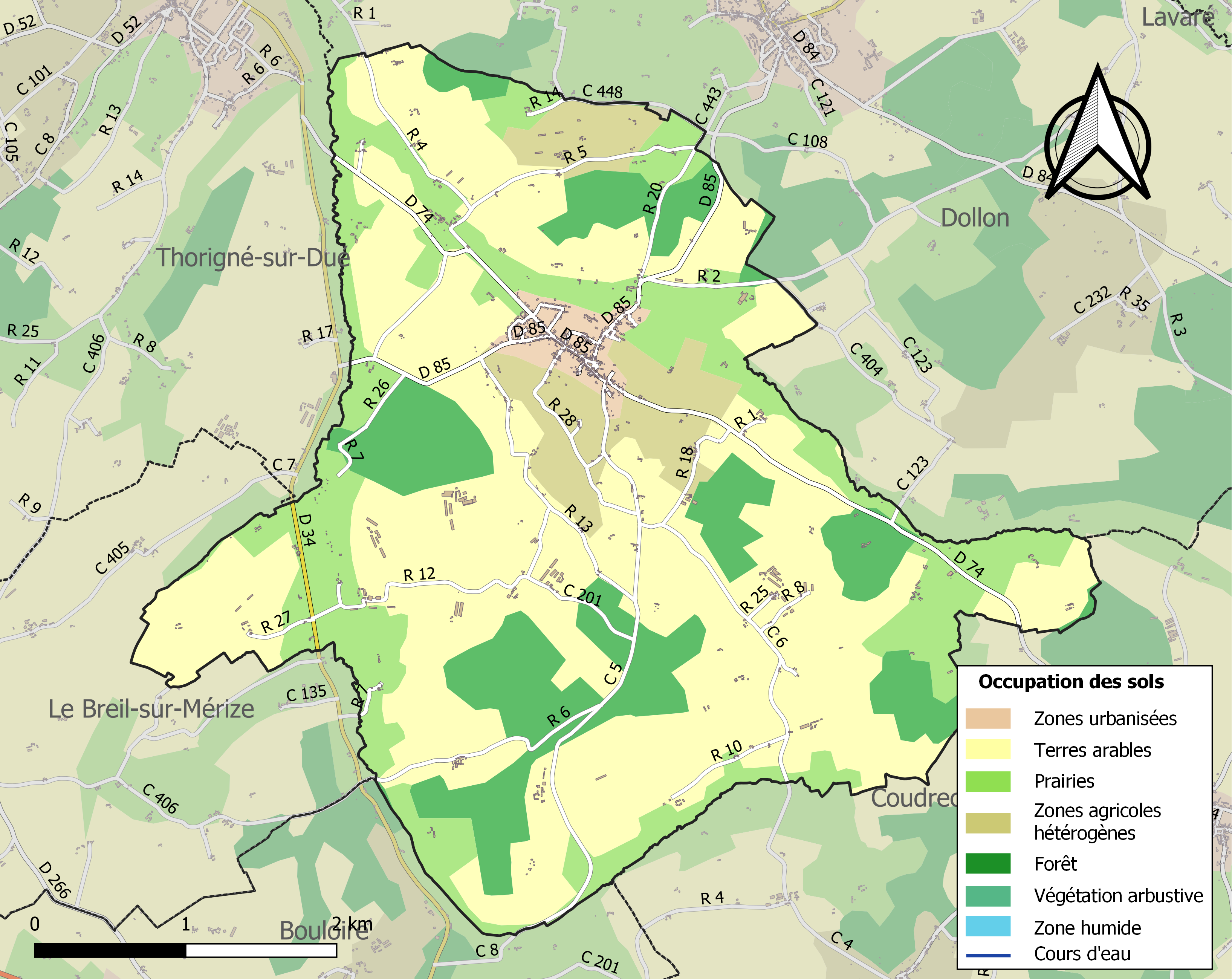
Carte des infrastructures et de l'occupation des sols de la commune en 2018 (CLC).

## Toponymie
Anciens noms : Savinaria (incertain) ; seu de Campo Vineo ; Sti-Michaeli de Chavaigneo[réf. nécessaire].
Durant la Révolution, la commune porte le nom de Chavaigne-sur-Nogue.
Le gentilé est Chavaignais.

## Histoire
Dans l'Antiquité, les habitants étaient appelés « Sorciers ».
En 1779, une épidémie de dysenterie décima la population de Saint-Michel en moins de deux mois. Les habitants, effrayés, décidèrent la fermeture du cimetière qui entourait l’église. Ils firent l’acquisition d'un terrain où fut ouvert le cimetière actuel qui reçut les nombreuses victimes de l'épidémie, dont le curé de l’époque Martin.
Il ne reste de l'ancien cimetière, dont le sol, converti en une petite place, s'élevait au-dessus de celui du bourg, qu'une espèce de talus qui sert de base à l'église.
En juin ou juillet 1944, un Messerschmitt 109 est tombé non loin du village, mais personne ne sait qui le pilotait ni à quelle unité il appartenait et pourquoi il s'est écrasé là[réf. nécessaire]. Le même jour un autre avion est descendu[pas clair] sur la commune de Lavaré, tuant son pilote.

## Politique et administration
| Période                                  | Période   | Identité          | Étiquette | Qualité                        |
| ---------------------------------------- | --------- | ----------------- | --------- | ------------------------------ |
| décembre 1999                            | mars 2001 | Lionel Fontaine   |           |                                |
| mars 2001                                | mars 2008 | Solange Chambrier |           |                                |
| mars 2008                                | mars 2014 | Sylvie Bourinet   | SE        | Directrice de maison d'édition |
| mars 2014                                | En cours  | Michel Froger     | SE-DVD    | Exploitant agricole            |
| Les données manquantes sont à compléter. |           |                   |           |                                |

## Démographie
L'évolution du nombre d'habitants est connue à travers les recensements de la population effectués dans la commune depuis 1793. Pour les communes de moins de 10 000 habitants, une enquête de recensement portant sur toute la population est réalisée tous les cinq ans, les populations de référence des années intermédiaires étant quant à elles estimées par interpolation ou extrapolation. Pour la commune, le premier recensement exhaustif entrant dans le cadre du nouveau dispositif a été réalisé en 2004.
En 2022, la commune comptait 740 habitants, en stagnation par rapport à 2016 (Sarthe : −0,25 %, France hors Mayotte : +2,11 %).
| 1793  | 1800  | 1806  | 1821  | 1831  | 1836  | 1841  | 1846  | 1851  |
| ----- | ----- | ----- | ----- | ----- | ----- | ----- | ----- | ----- |
| 1 110 | 1 042 | 1 204 | 1 185 | 1 306 | 1 349 | 1 359 | 1 369 | 1 371 |

| 1856  | 1861  | 1866  | 1872  | 1876  | 1881  | 1886  | 1891  | 1896  |
| ----- | ----- | ----- | ----- | ----- | ----- | ----- | ----- | ----- |
| 1 416 | 1 452 | 1 432 | 1 442 | 1 404 | 1 273 | 1 275 | 1 276 | 1 276 |

| 1901  | 1906  | 1911  | 1921  | 1926  | 1931  | 1936 | 1946 | 1954 |
| ----- | ----- | ----- | ----- | ----- | ----- | ---- | ---- | ---- |
| 1 227 | 1 241 | 1 164 | 1 093 | 1 068 | 1 012 | 973  | 969  | 940  |

| 1962 | 1968 | 1975 | 1982 | 1990 | 1999 | 2004 | 2006 | 2009 |
| ---- | ---- | ---- | ---- | ---- | ---- | ---- | ---- | ---- |
| 902  | 817  | 748  | 682  | 702  | 740  | 756  | 750  | 795  |

| 2014 | 2019 | 2022 | - | - | - | - | - | - |
| ---- | ---- | ---- | - | - | - | - | - | - |
| 758  | 731  | 740  | - | - | - | - | - | - |

- De 1803 à 1812 : 89 mariages, 347 naissances, 290 décès.
- De 1813 à 1822 : 122 mariages, 356 naissances, 248 décès.
- De 1823 à 1832 : 96 mariages, 376 naissances, 215 décès.
- De 1975 à 1982 : 38 naissances, 60 décès.
- De 1982 à 1990 : 47 naissances, 70 décès.
- De 1990 à 1999 : 75 naissances, 69 décès.

## Économie
L’histoire de la commune, mais aussi son économie, est liée à celle de son château et des seigneurs qui, par leur présence, assurèrent travail et revenu. La châtellerie moderne de Lassay naquit de la fusion de trois fiefs, dont celui de Saint-Michel qui est le plus ancien puisqu’il est attesté dès la fin du XIe siècle. À partir du XVIe siècle, seul subsiste le nouveau domaine de Lassay. Lassay avait un château fortifié, avec haute justice et prison, droits de banalités pour le moulin et même droit de poids et mesures. En 1776, un inventaire évalue la terre de Lassay à 185 000 livres pour un total d’environ 600 hectares de terres labourables. Le manoir de Lassay possédait également de nombreux étangs qui remplissaient une fonction économique non négligeable : outre l’élevage de carpes, barbeaux, brochets, truites, tanches, anguilles et perches, on y attirait le gibier d’eau (hérons, bécasses, canards, oies, sarcelles) alors très recherché. Les terres de Lassay sont vendues pendant la Révolution comme biens nationaux. Dans le Cahier de doléances de Saint-Michel-de-Chavaignes (présenté à l’Assemblée du tiers-état du maillage principal du Maine le 9 mars 1789) l'un des fléaux dénoncés est « le nombre prodigieux de pigeons » détenus par les « seigneurs ».
À la fin du XVIIIe siècle, Saint-Michel-de-Chavaignes vit de l’agriculture (céréales, chanvre, vignes, élevage) et de l’artisanat (tissage de chanvre, fabrication de toiles), favorisé par le train Mamers-Saint-Calais ouvert en 1873. Il était alors fabriqué 1 500 à 1 600 pièces de toiles dites « canevas » de 35 aunes de long (41,685 m) sur 1 aune de large (1,91 m). À cette époque, le village compte trente à quarante fabricants de toiles et plus de trois cents ouvriers tisseurs dont la production est vendue dans les villes. Cependant, l’arrêt en 1977 de la ligne de chemin de fer entraîna la fin de cette activité.
Au XIXe siècle, c’est au château de Saint-Paul à Saint-Michel-de-Chavaignes que vécut une figure de la louveterie dans la province du Maine : le vicomte Pierre Désiré Beauvais de Saint-Paul. Louvetier de 1850 à 1883, il a laissé un ouvrage très intéressant et rare, Souvenirs d’un vieux louvetier - chasses, chasseurs, sport du Maine et de Normandie, paru en 1892 et dont la médiathèque Louis-Aragon du Mans possède un exemplaire.
Au début du XXe siècle, on cultive à Saint-Michel surtout la pomme de terre et on y élève des porcs, des veaux et des chevaux percherons. Quelques vignes situées sur les coteaux donnent un excellent vin très apprécié dans le pays (Annuaire général 1910-1911 du Mans & de la Sarthe). De nombreux métiers y sont présents (sabotier, cerclier, tisserand, bourrelier, maréchal ferrant, forgeron, charron, etc.) sans parler des nombreux commerces.
C’est en 1947 qu’apparaît la première coopérative agricole, devenue CUMA, encore active aujourd’hui (achat de matériels agricoles).
En 1951, grâce au registre retrouvé dans les archives municipales, ce ne sont pas moins de 137 exploitations agricoles qui étaient recensées, allant de plus de 61 hectares pour la plus importante à 2 hectares pour la plus petite. Tous ces petits bordages, dont tant de gens ont vécu, ont  disparu ou ont été transformés en habitations principales ou secondaires. Les chiffres font état de 124 exploitations en 1954, 113 en 1962, 98 en 1965, 89 en 1971, 68 en 1981 et 63 en 1984. Certaines cultures, encore très présentes en 1950, ont aujourd’hui totalement disparu, comme le trèfle incarnat, la betterave fourragère, la pomme de terre, la citrouille, la luzerne, le blé noir, le chanvre. En revanche, d’autres sont apparues comme le tournesol, le colza, l’ensilage d’herbe et maïs. En 2004, 400 000 poussins (dindonneaux, poulets, pintadeaux) grandissaient à Saint-Michel-de-Chavaignes, de quoi nourrir une ville d’environ 90 000 habitants pendant un an.
Le canton de Bouloire auquel Saint-Michel-de-Chavaignes a appartenu jusqu’en 2015, comptait 509 agriculteurs en 1979 et 199 en 2010. En 1979 et 2010, le canton a perdu 61 % de ses exploitants agricoles quand la population globale augmentait de 18 %. L’emploi dans le tertiaire a augmenté régulièrement. L’emploi dans l’industrie a lui connu une augmentation jusque dans les années 1980 puis une diminution dans les années 2000. On constate une diminution constante des actifs agricoles depuis 1968.
En 2013, Saint-Michel-de-Chavaignes comptait 15 exploitations agricoles cultivant 1 850 hectares d’une superficie moyenne de 123 ha. Avec Bouloire, Saint-Michel-de-Chavaignes est la commune du canton qui comptait le plus d’exploitations et d’exploitants. L’âge moyen des agriculteurs en 2013 était de 46 ans, plus faible que la moyenne de la Sarthe. Le nombre d’exploitants de moins de 30 ans est ici plus élevé que celui des plus de 60 ans. En 2013, les cultures de vente (blé, maïs, colza), les bovins lait et les bovins viande, les porcs ainsi que l’aviculture standard et label (Poulets de Loué) figuraient parmi les principales productions.
Depuis 2008, un exploitant en maraîchage bio, situé à la Grande Rivière, fournit trois AMAP en paniers hebdomadaires de légumes de saison.
En 2013, un agriculteur de la commune a créé sur le site de son exploitation la première unité de méthanisation de la Sarthe.
En 2009, le revenu fiscal médian de Saint-Michel-de-Chavaignes était de 14 490 € selon l’INSEE.

## Lieux et monuments

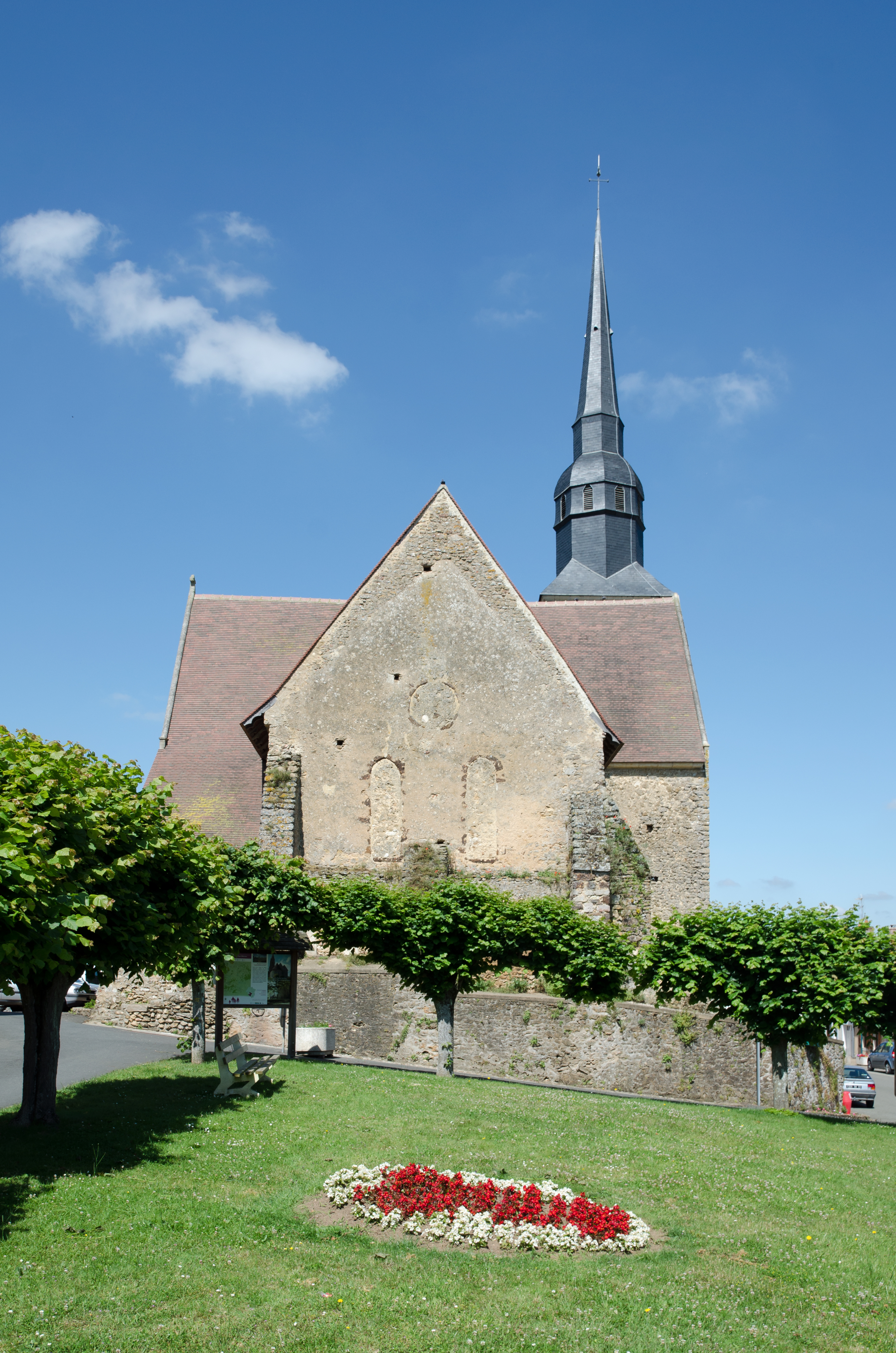
L'église Saint-Michel.

- Église Saint-Michel, inscrite aux Monuments historiques depuis le 20 juin 1952[25]. La nef et le chœur lambrissés sont ornés d'une fresque sur bois de près de 300 m2 exécutée par Pierre Honoré Chadaigne vers 1859, relayé par le peintre Dubois de Chartres en 1861. Entre chaque ferme de la charpente, les mois sont délimités ainsi que les jours qui eux sont illustrés par la représentation d'un saint. Les mois sont inscrits au sommet de la voûte. Une statue en plâtre originale de la  Vierge assise, à l'Enfant par Hélène Bertaux.
- Château de Lassay, construction du XVIIIe siècle sur les restes d'un château fort du XIIIe siècle.

## Activité et manifestations
- Manifestation culturelle : Mains d'art. Semaine des métiers d'art (marché, stages de formation, prix Hélène Bertaux) organisée généralement durant la deuxième quinzaine d'avril.

## Personnalités liées
Hélène Bertaux, sculpteur (1825-1909), épouse de Léon Bertaux (1827-1915), également statuaire, a passé les dernières années de sa vie à Saint-Michel-de-Chavaignes (1897-1909), où elle avait une propriété (château de Lassay). Elle y est décédée et enterrée. Elle fut la créatrice (en 1881) et la première présidente de l'Union des femmes peintres et sculpteurs (UFPS). Son action militante permit aux artistes femmes d'entrer à l'École nationale des Beaux-Arts de Paris à partir de 1897, puis de concourir au Prix de Rome (1903). À l'occasion du centenaire de sa mort, la salle communale a été rebaptisée salle communale Hélène-Bertaux et depuis 2009, la municipalité et le Comité « Mains d'art » organisent chaque année le prix Hélène-Bertaux.